# スカイチーム

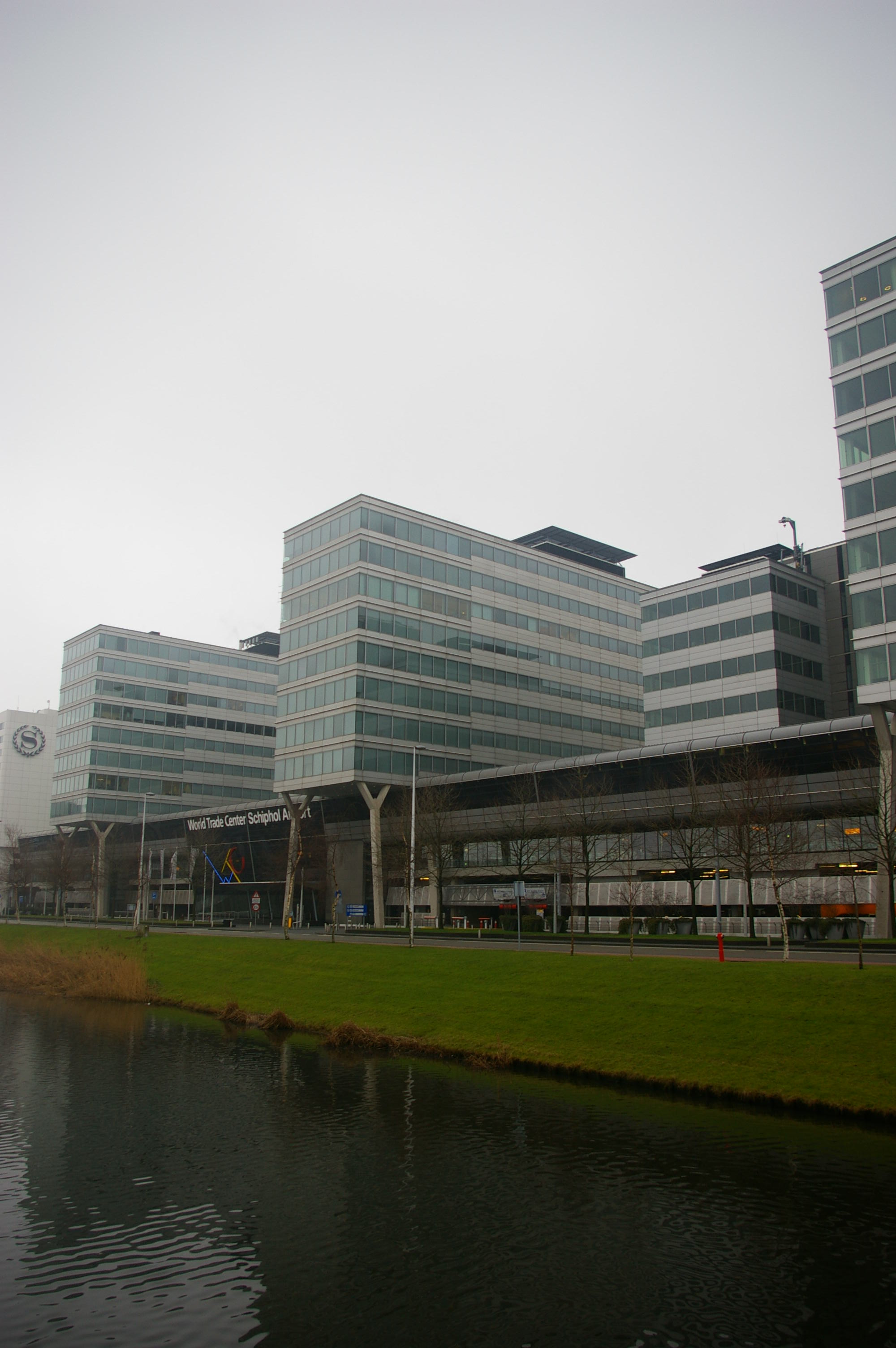
Schiphol World Trade Center - スカイチームの本部

スカイチーム（英: SkyTeam）は、メンバー18社による世界規模の航空連合。アライアンス・スローガンは英語で「Caring more about you」。貨物部門はスカイチーム・カーゴ。会長はKLMオランダ航空出身のレオ・ファン・ヴァイク、本部はオランダ・アムステルダム都市圏のアムステルフェーンにある。

## 歴史

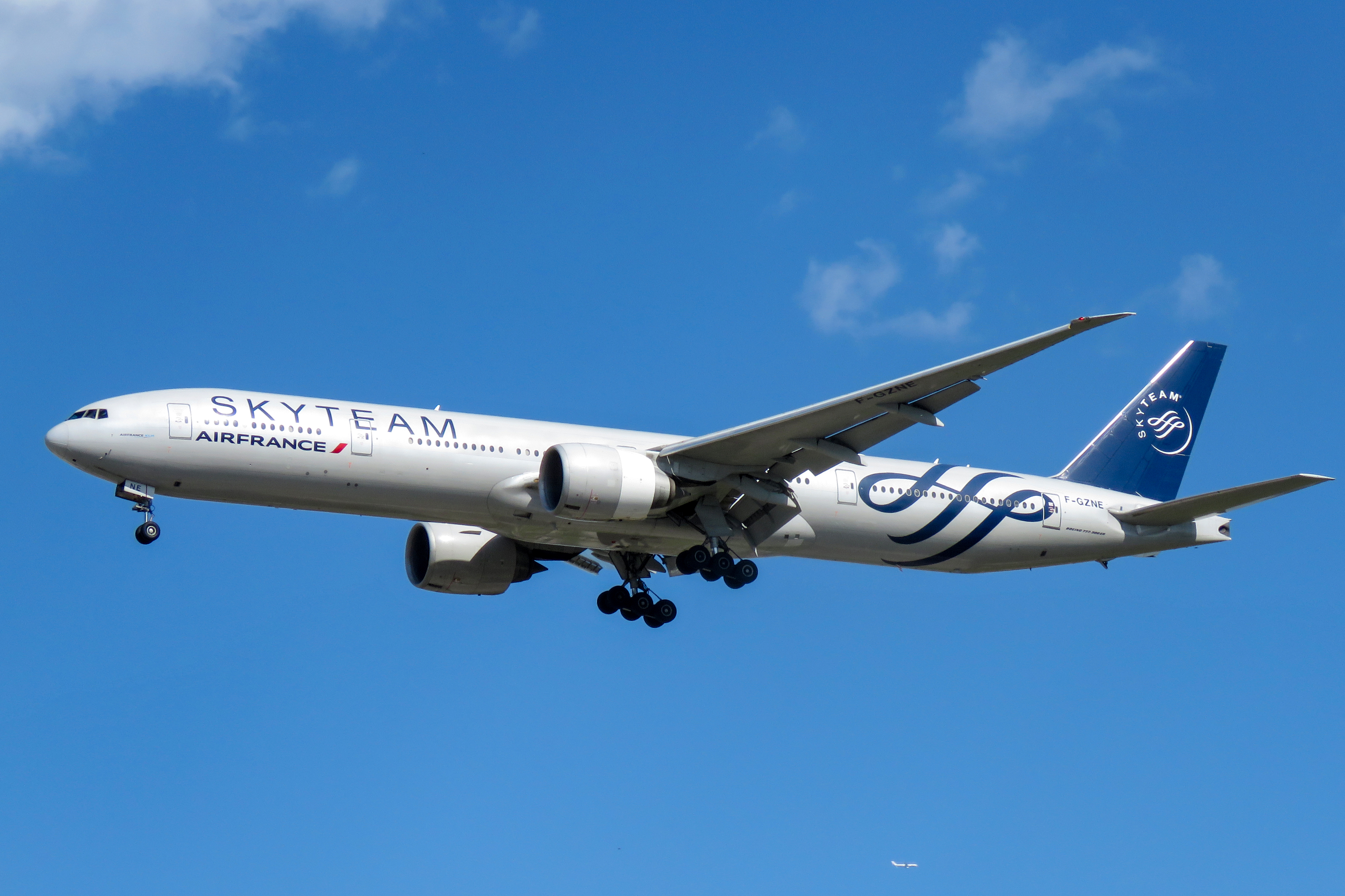
スカイチーム塗装機（エールフランス）

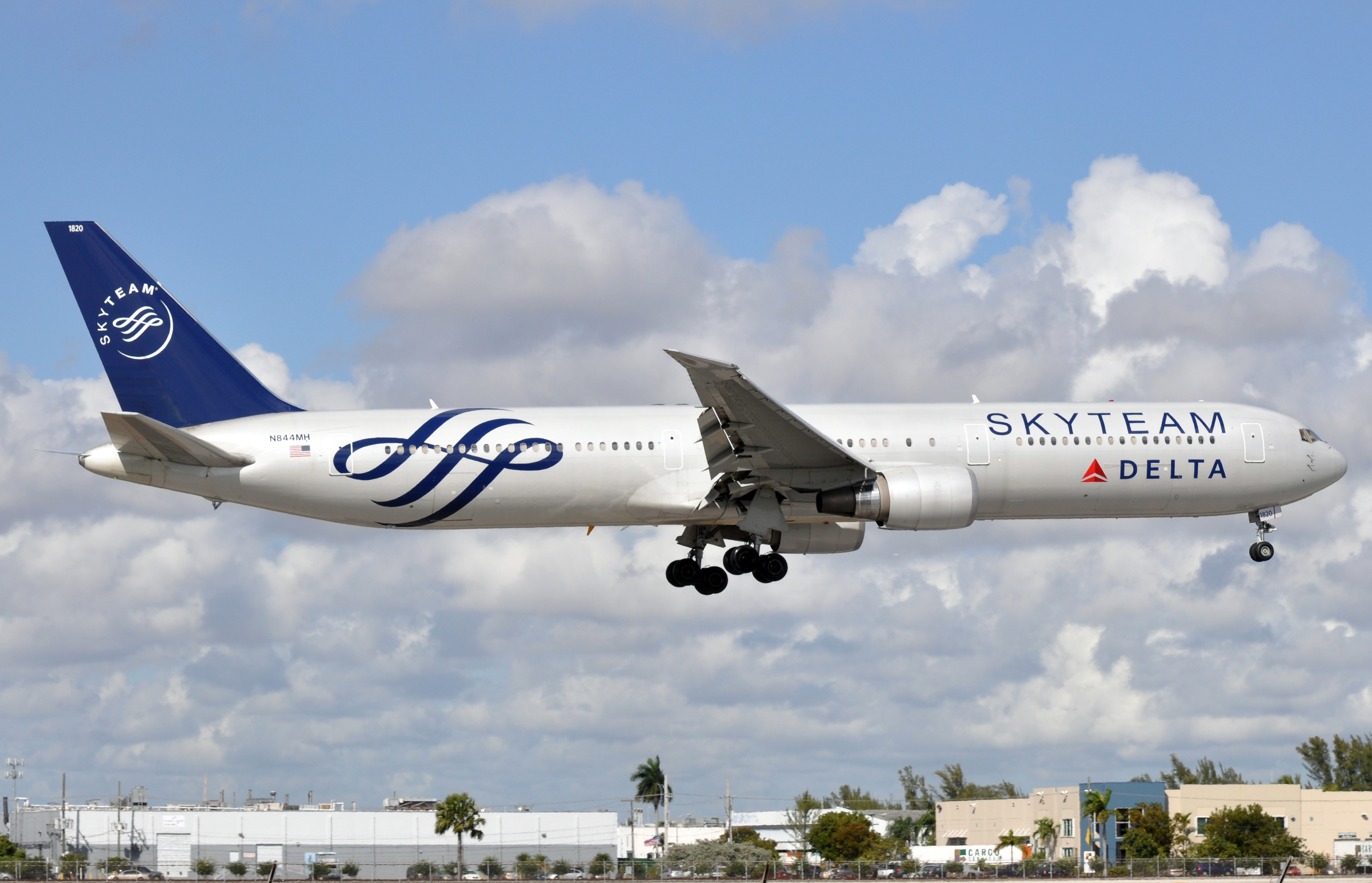
スカイチーム塗装機（デルタ航空）

- 2000年6月22日：デルタ航空、エールフランス、大韓航空、アエロメヒコ航空により設立。
- 2001年
  - 3月25日：チェコ航空が加盟。
  - 7月27日：アリタリア航空が加盟。
- 2004年9月13日：KLMオランダ航空、コンチネンタル航空、ノースウエスト航空が加盟。
- 2006年4月14日：アエロフロート・ロシア航空が加盟。
- 2007年
  - 9月4日：エア・ヨーロッパ、ケニア航空、コパ航空がアソシエートメンバーとして加盟。
  - 11月15日：中国南方航空が加盟。
- 2009年
  - 1月13日：アリタリア航空が経営危機により事業分割され、新会社がアリタリア-イタリア航空として運航を開始。
  - 10月24日：コンチネンタル航空、コパ航空が脱退（コンチネンタル航空は、スターアライアンス所属のユナイテッド航空と対等合併したため。）。
- 2010年
  - 1月31日：ノースウエスト航空が脱退（デルタ航空と合併し、会社が消滅したため。）。
  - 6月10日：ベトナム航空が加盟。
  - 6月22日：アソシエートメンバー（エア・ヨーロッパ、ケニア航空）が正式メンバーとなる。
  - 6月25日：タロム航空が加盟。
- 2011年
  - 6月21日：中国東方航空が加盟。
  - 9月28日：チャイナエアラインが加盟。
- 2012年
  - 5月29日：サウディアが加盟。
  - 6月28日：ミドル・イースト航空が加盟。
  - 8月29日：アルゼンチン航空が加盟。
  - 11月21日：厦門航空が加盟。
- 2014年3月5日：ガルーダ・インドネシア航空が加盟[2]。
- 2018年12月31日：中国南方航空が脱退[3]。
- 2021年
  - 10月14日：アリタリア-イタリア航空が脱退。
  - 10月29日：ITAエアウェイズが加盟。
- 2022年4月27日：アエロフロート・ロシア航空の会員資格を、ロシアのウクライナ侵攻の理由により停止中[4]。
- 2023年3月3日：ヴァージン・アトランティック航空が加盟[5]。
- 2024年
  - 9月1日：スカンジナビア航空が加盟[6]。
  - 9月25日：初の航空会社以外のパートナーとしてユーロスターとの提携を発表[7]。2025年上半期開始予定。
  - 10月8日：2番目の航空会社以外のパートナーとしてトレニタリアとの提携を発表[8]。
  - 10月26日：チェコ航空が脱退[9]。

## 加盟航空会社

### 本会員
太字は創立時のメンバー。
| 加盟航空会社                                         | 国                                 | 加盟日         | アフィリエイトメンバー |                            |
| ---------------------------------------------------- | ---------------------------------- | -------------- | ---------------------- | -------------------------- |
| アルゼンチン航空 （Aerolíneas Argentinas）           | アルゼンチン                       | 2012年8月29日  |                        |                            |
| アエロメヒコ航空 （Aeroméxico）                      | メキシコ                           | 2000年6月22日  | アエロメヒコ・コネクト |                            |
| エア・ヨーロッパ （Air Europa）                      | スペイン                           | 2007年9月4日   |                        |                            |
| エールフランス （Air France）                        | フランス                           | 2000年6月22日  | エールフランス・オップ |                            |
| チャイナエアライン （China Airlines）                | 台湾                               | 2011年9月28日  | マンダリン航空         |                            |
| 中国東方航空 （China Eastern Airlines）              | 中国                               | 2011年6月21日  | 上海航空               |                            |
| デルタ航空 （Delta Air Lines）                       | アメリカ合衆国                     | 2000年6月22日  | デルタ・コネクション   |                            |
| ガルーダ・インドネシア航空 （Garuda Indonesia）      | インドネシア                       | 2014年3月5日   |                        |                            |
| ケニア航空 （Kenya Airways）                         | ケニア                             | 2007年9月4日   |                        |                            |
| KLMオランダ航空 （KLM Royal Dutch Airlines）         | オランダ                           | 2004年9月13日  | KLMシティホッパー      |                            |
| 大韓航空 （Korean Air）                              | 韓国                               | 2000年6月22日  |                        |                            |
| ミドル・イースト航空 （Middle East Airlines）        | レバノン                           | 2012年6月28日  |                        |                            |
| サウディア （Saudia）                                | サウジアラビア                     | 2012年5月29日  |                        |                            |
| スカンジナビア航空 （Scandinavian Airlines）         | スウェーデン デンマーク ノルウェー | 2024年9月1日   |                        | スターアライアンスから移籍 |
| タロム航空 （TAROM）                                 | ルーマニア                         | 2010年6月25日  |                        |                            |
| ベトナム航空 （Vietnam Airlines）                    | ベトナム                           | 2010年6月10日  |                        |                            |
| ヴァージン・アトランティック航空 （Virgin Atlantic） | イギリス                           | 2023年3月2日   |                        |                            |
| 厦門航空 （XiamenAir）                               | 中国                               | 2012年11月21日 |                        |                            |

※ かつてはアソシエートメンバーという制度があり、この制度でスカイチームに所属するメンバーには議決権はないが、スカイチームのネットワークと相互的なマイレージサービスが利用できるという仕組みがあった。2010年6月22日にアソシエートメンバーの仕組みが廃止され、これに所属していた航空会社は全てスカイチームの正式メンバーとなった。
制度廃止までにアソシエートメンバーと見なされていたのはエア・ヨーロッパとケニア航空の2社である。

### 資格停止中の航空会社
| 加盟航空会社                                               | 国     | 加盟日        | 資格停止日    | アフィリエイトメンバー | 資格停止理由                               |
| ---------------------------------------------------------- | ------ | ------------- | ------------- | ---------------------- | ------------------------------------------ |
| アエロフロート・ロシア航空 （Aeroflot - Russian Airlines） | ロシア | 2006年4月14日 | 2022年4月28日 |                        | ロシアによるウクライナ侵攻に対する制裁措置 |

### 加盟予定航空会社
| 加盟航空会社                     | 国   | 加盟予定日・予定年 | アフィリエイトメンバー | 注記                                              |
| -------------------------------- | ---- | ------------------ | ---------------------- | ------------------------------------------------- |
| アシアナ航空 （Asiana Airlines） | 韓国 | TBA                |                        | 大韓航空との合併のため スターアライアンスから移籍 |

### 加盟の可能性が報道されている航空会社
- LATAM航空 - 2020年5月1日にスカイチームメンバーのデルタ航空から株式取得を受けて、以前に所属していたワンワールドを脱退[10]。このため一時はスカイチームへの移籍が濃厚と見られていたが、新型コロナウイルス禍の煽りを受けて2020年5月26日に連邦倒産法第11章（チャプター11）に基づく会社更生手続きを申請して経営破綻、以降スカイチーム加盟への進展は見られていない。経営破綻以降はLATAM航空が以前加盟していたワンワールド所属のカタール航空などの株主からつなぎ融資を受けている状態となっている[11]ため、今後の動向も不明である。

### 元加盟航空会社
| 加盟航空会社                                | 国             | 加盟日         | 脱退日         | アフィリエイトメンバー     | 脱退理由                                                       |
| ------------------------------------------- | -------------- | -------------- | -------------- | -------------------------- | -------------------------------------------------------------- |
| アリタリア・イタリア航空 （Alitalia）       | イタリア       | 2001年7月27日  | 2021年10月15日 | アリタリア・シティライナー | 経営難による国有化、のち新会社のITAエアウェイズが加盟          |
| ITAエアウェイズ （ITA Airways）             | イタリア       | 2021年10月29日 | 2025年4月30日  |                            | スターアライアンス所属のルフトハンザドイツ航空に買収されたため |
| 中国南方航空 （China Southern Airlines）    | 中国           | 2007年11月15日 | 2019年12月31日 |                            | ワンワールド加盟航空会社との提携拡大のため                     |
| コンチネンタル航空 （Continental Airlines） | アメリカ合衆国 | 2004年9月13日  | 2009年10月24日 | コパ航空                   | ユナイテッド航空との対等合併によりスターアライアンスに移籍     |
| ノースウエスト航空 （Northwest Airlines）   | アメリカ合衆国 | 2004年9月13日  | 2010年1月31日  |                            | 同連合所属のデルタ航空に吸収合併されたため                     |
| チェコ航空 （Czech Airlines）               | チェコ         | 2001年3月25日  | 2024年10月26日 |                            | 経営難によりスマートウィングスへ吸収されたため                 |

## ハブ空港
| 地域           | 国             | 都市                      | 空港                                                 | IATA | 加盟航空会社                     |
| -------------- | -------------- | ------------------------- | ---------------------------------------------------- | ---- | -------------------------------- |
| アジア         | 韓国           | ソウル                    | 仁川国際空港                                         | ICN  | 大韓航空・デルタ航空             |
| アジア         | 台湾           | 台北                      | 台湾桃園国際空港                                     | TPE  | チャイナエアライン               |
| アジア         | 中国           | 廈門                      | 廈門高崎国際空港                                     | XMN  | 厦門航空                         |
| アジア         | 中国           | 福州                      | 福州長楽国際空港                                     | FOC  | 厦門航空                         |
| アジア         | 中国           | 北京                      | 北京大興国際空港                                     | PKX  | 中国東方航空                     |
| アジア         | 中国           | 上海                      | 上海浦東国際空港                                     | PVG  | 中国東方航空                     |
| アジア         | 中国           | 西安                      | 西安咸陽国際空港                                     | XIY  | 中国東方航空                     |
| アジア         | ベトナム       | ハノイ                    | ノイバイ国際空港                                     | HAN  | ベトナム航空                     |
| アジア         | ベトナム       | ホーチミン                | タンソンニャット国際空港                             | SGN  | ベトナム航空                     |
| アジア         | インドネシア   | ジャカルタ                | スカルノ・ハッタ国際空港                             | CGK  | ガルーダ・インドネシア航空       |
| 北アメリカ     | アメリカ合衆国 | アトランタ                | ハーツフィールド・ジャクソン・アトランタ国際空港     | ATL  | デルタ航空                       |
| 北アメリカ     | アメリカ合衆国 | シンシナティ              | シンシナティ・ノーザンケンタッキー国際空港           | CVG  | デルタ航空                       |
| 北アメリカ     | アメリカ合衆国 | ロサンゼルス              | ロサンゼルス国際空港                                 | LAX  | デルタ航空                       |
| 北アメリカ     | アメリカ合衆国 | ニューヨーク              | ジョン・F・ケネディ国際空港                          | JFK  | デルタ航空                       |
| 北アメリカ     | アメリカ合衆国 | ソルトレイクシティ        | ソルトレイクシティ国際空港                           | SLC  | デルタ航空                       |
| 北アメリカ     | アメリカ合衆国 | デトロイト                | デトロイト・メトロポリタン・ウェイン・カウンティ空港 | DTW  | デルタ航空                       |
| 北アメリカ     | アメリカ合衆国 | ミネアポリス セントポール | ミネアポリス・セントポール国際空港                   | MSP  | デルタ航空                       |
| 北アメリカ     | アメリカ合衆国 | シアトル                  | シアトル・タコマ国際空港                             | SEA  | デルタ航空                       |
| ラテンアメリカ | アルゼンチン   | ブエノスアイレス          | エセイサ国際空港                                     | EZE  | アルゼンチン航空                 |
| ラテンアメリカ | アルゼンチン   | ブエノスアイレス          | ホルヘ・ニューベリー空港                             | AEP  | アルゼンチン航空                 |
| ラテンアメリカ | アルゼンチン   | コルドバ                  | インヘニエーロ・アンブロシオ・タラベージャ国際空港   | COR  | アルゼンチン航空                 |
| ラテンアメリカ | メキシコ       | メキシコシティ            | メキシコ・シティ国際空港                             | MEX  | アエロメヒコ航空                 |
| ヨーロッパ     | オランダ       | アムステルダム            | アムステルダム・スキポール空港                       | AMS  | KLMオランダ航空・デルタ航空      |
| ヨーロッパ     | スペイン       | マドリード                | アドルフォ・スアレス・マドリード＝バラハス空港       | MAD  | エア・ヨーロッパ                 |
| ヨーロッパ     | フランス       | パリ                      | シャルル・ド・ゴール国際空港                         | CDG  | エールフランス                   |
| ヨーロッパ     | フランス       | パリ                      | オルリー空港                                         | ORY  | エールフランス                   |
| ヨーロッパ     | フランス       | リヨン                    | サン＝テグジュペリ国際空港                           | LYS  | エールフランス                   |
| ヨーロッパ     | スウェーデン   | ストックホルム            | ストックホルム・アーランダ空港                       | ARN  | スカンジナビア航空               |
| ヨーロッパ     | デンマーク     | コペンハーゲン            | コペンハーゲン空港                                   | CPH  | スカンジナビア航空               |
| ヨーロッパ     | ノルウェー     | オスロ                    | オスロ空港                                           | OSL  | スカンジナビア航空               |
| ヨーロッパ     | ルーマニア     | ブカレスト                | アンリ・コアンダ国際空港                             | OTP  | タロム航空                       |
| ヨーロッパ     | イギリス       | ロンドン                  | ロンドン・ヒースロー空港                             | LHR  | ヴァージン・アトランティック航空 |
| 中東           | サウジアラビア | ジェッダ                  | キング・アブドゥルアズィーズ国際空港                 | JED  | サウディア                       |
| 中東           | サウジアラビア | ダンマーム                | キング・ファハド国際空港                             | DMM  | サウディア                       |
| 中東           | サウジアラビア | リヤド                    | キング・ハーリド国際空港                             | RUH  | サウディア                       |
| 中東           | レバノン       | ベイルート                | ラフィク・ハリリ国際空港                             | BEY  | ミドル・イースト航空             |
| アフリカ       | ケニア         | ナイロビ                  | ジョモ・ケニヤッタ国際空港                           | NBO  | ケニア航空                       |

## 特徴
- 北アメリカでは、世界最大規模を誇る航空会社であるアメリカのデルタ航空が加盟している。
- ラテンアメリカでは、アルゼンチンを拠点とするアルゼンチン航空、メキシコを拠点とするアエロメヒコ航空が加盟している。
- ヨーロッパ（CIS諸国含む）では、エールフランス、KLMオランダ航空、エア・ヨーロッパ、タロム航空、ヴァージン・アトランティック航空、スカンジナビア航空の計6社が加盟しており、有償旅客キロでは最大のシェアを獲得している。なおアエロフロート・ロシア航空は、2022年のロシアによるウクライナ侵攻の影響で、加盟資格が一時停止になっている。
- アジアでは、大韓航空、中国東方航空、厦門航空、チャイナエアライン、ベトナム航空、ガルーダ・インドネシア航空の6社が加盟しており、特に東アジアで大きなシェアを獲得している。
  - ただし、中国南方航空は2019年12月31日付でスカイチームを脱退したため、中国の加盟航空会社は中国東方航空と厦門航空の2社になっている。
  - 2025年時点で、日本の航空会社が加盟した例はない。ただし、日本エアシステム（JAS）やスカイマークに加盟の可能性が浮上したこともあった。
    - 日本航空（JAL）についてはワンワールド加盟前にも話があったほか、同社の経営破綻後にも、デルタ航空と提携先を変えてワンワールドよりも大規模で乗客数も多いスカイチームへ移籍しようという社内の意見が強く、国土交通省も移籍を後押ししていた[14]。移籍に伴う諸費用についても、デルタ航空がコンピュータシステム改修費用や移籍による減収分の補償などの支援を呼び掛けていたが[14]、再建にあたって会長に就任した稲盛和夫の判断により、一転してワンワールドへの残留を決定したため、スカイチームへの移籍は取りやめとなった[14]。長年アメリカン航空と築いた関係は簡単に打ち切るべきではないという経営哲学、移籍に伴うシステムなどのトラブルの懸念、日本航空とデルタ航空が提携すると日米間の空路のシェアが6割を超えるという、アメリカ合衆国における独占禁止法上の問題などが要因と報道されている[14]。ただし、JALマイレージバンク（JMB）の提携先には大韓航空やガルーダ・インドネシア航空など、スカイチームの加盟航空会社がいくつか存在する。
    - スカイマーク経営破綻後の再建スポンサー選定にあたり、デルタ航空を中心としたグループが意欲的に活動していたが、全日本空輸（ANA）が選定され、スポンサーになることはできなかった。これに関連して、一時期同社の構想にあった、日本の航空会社としては初めてのスカイチームへの加盟も見送られた。
    - スカイマーク再建に前後して、スカイチームの日本における拠点空港として、デルタ航空が統合した旧ノースウエスト航空の成田ハブを拠点運用していたが、羽田空港再国際化やそれに伴い日系企業が優先的に羽田移管されたため、日系航空会社の提携先がないスカイチームは相対的に羽田移管が進まなかった。その後、デルタ航空は日本市場に見切りを付けて、2020年3月28日に旧ノースウエスト航空の拠点だった成田国際空港から撤退。デルタ航空は成田撤退以降も羽田などとの日本路線を展開しているが、東アジア地域の拠点空港としてはスカイチーム創設期から関係が深かった大韓航空の拠点である仁川国際空港にシフトしており[15]、他のスカイチーム加盟航空会社もこの流れに追随している（仁川国際空港に新設された第2ターミナルは事実上スカイチーム専用ターミナルである）。
- 西アジア（中東）では、サウディアとミドル・イースト航空が加盟している。
- オセアニアでは、アライアンス設立以来加盟会社がない。
  - ただし、オセアニア方面の路線自体はアルゼンチン航空、ガルーダ・インドネシア航空などいくつかの航空会社がカバーしている。
- アフリカでは、ケニア航空が加盟している他、エールフランスが旧植民地諸国を中心に幅広い路線網を持っている。

## エリートステータス
各スカイチーム加盟会社の航空便に搭乗することで、マイレージサービス（FFP）のマイルを貯め、一定以上の条件（各社によって異なる）を満たすと、上級会員になると同時に、スカイチーム・エリート会員（SKYTEAM ELITE）またはスカイチーム・エリート・プラス会員（SKYTEAM ELITE PLUS）としてランクアップされる。（どのメンバーがエリートまたはエリート・プラスかは会員証に記載されている）

### エリート特典
- 優先チェックイン
- 座席の優先指定
- 優先搭乗
- 空席待ち優先予約
- 空港での優先空席待ち
- エリート資格獲得対象マイルの加算

### エリート・プラス特典
エリート特典に加えて、
- ラウンジの利用
- 満席時における座席の確保
- 優先的な荷物の取扱い

スカイチーム・エリート及びエリート・プラスは次の会員が該当する。
| FFP名                    | 運営航空会社                                                          | スカイチーム・エリート | スカイチーム・エリート・プラス                        |
| ------------------------ | --------------------------------------------------------------------- | ---------------------- | ----------------------------------------------------- |
| クラブ・プレミア         | アエロメヒコ航空                                                      | ゴールド               | プラチナ                                              |
| フライング・ブルー       | エールフランス KLMオランダ航空 エア・ヨーロッパ ケニア航空 タロム航空 | ゴールド1 シルバー     | プラチナ ゴールド2                                    |
| スカイマイル             | デルタ航空                                                            | シルバー               | ダイヤモンド プラチナ ゴールド                        |
| スカイパス               | 大韓航空                                                              | モーニング・カーム     | ミリオンマイラークラブ モーニング・カーム・プレミアム |
| ユーロボーナス           | スカンジナビア航空                                                    | シルバー               | ゴールド                                              |
| ロータスマイル           | ベトナム航空                                                          | ゴールド チタニウム    | プラチナ                                              |
| イースタンマイルズ       | 中国東方航空                                                          | シルバー               | ゴールド                                              |
| ダイナスティ・フライヤー | チャイナエアライン                                                    | ゴールド               | パラゴン エメラルド                                   |
| アル・フルサン           | サウディア                                                            | シルバー               | ゴールド                                              |
| シーダー・マイルズ       | ミドル・イースト航空                                                  | シルバー・シーダー     | ゴールド・シーダー プレジデント・クラブ               |
| アエロリネアス・プラス   | アルゼンチン航空                                                      | オロ（ゴールド）       | プラティノ（プラチナ） ディアマンテ(ダイヤモンド)     |
| ガルーダマイルズ         | ガルーダ・インドネシア航空                                            | ゴールド               | プラチナ                                              |

1 アメリカもしくはメキシコのフライング・ブルー会員のみ
2 アメリカもしくはメキシコを除くフライング・ブルー会員が対象